# Zwochau
Zwochau è una frazione del comune di Wiedemar in Sassonia, Germania.
Appartiene al circondario (Landkreis) della Sassonia settentrionale (targa TDO).
Già comune autonomo fa parte di Wiedemar dal 2013.